# كسكر
كسكر أو كشكر (بالسريانية: ܟܫܟܪ)‏ كانت بلدة تاريخية على نهر دجلة بسواد العراق.
بناها شابور الأول الساساني كمركز لتوطين الأسرى الروم خلال حملاته في سوريا الرومانية بمنتصف القرن الثالث الميلادي. ورد ذكرها في كتاب أعمال الرسول أدي كإحدى أولى البلدات التي اعتنقت المسيحية. كما عرفت كمركز لأبرشية عامرة لكنيسة المشرق ضمن بطريركية سلوقية-قطيسفون. أدى تحول مجرى دجلة وبناء الحجاج لمدينة واسط على الضفة المقابلة لها إلى تضاؤل أهميتها فاختفت أبرشيتها وهجرت البلدة بشكل نهائي بحلول القرن الثاني عشر الميلادي.

## أعلام
- الكسكري